# محافظة هامان
محافظة هامان ((هانغل: 함안군): هامان غون) هي محافظة تقع في مقاطعة غيونغسانغ الجنوبية، كوريا الجنوبية. وبلغ عدد سكانها 67،667 نسمة، عام 2013.

## أعلام
- جو سونغ هوان
- بارك سي هون
- لي جانغ سو
- ويليام تومسون
- لي تشانغ مين

## وصلات خارجية
- الموقع الإلكتروني لحكومة المحافظة